# William Chauvenet

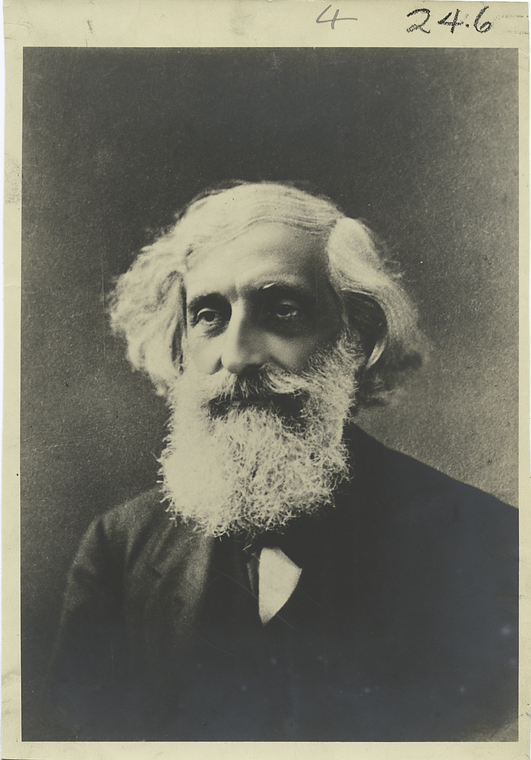

William Chauvenet (1820–1870) là một nhà giáo dục người Mỹ. Ông là giáo sư các môn toán học, thiên văn học, hàng hải và lập bản đồ. Ông rất nổi tiếng và được các bạn đồng nghiệp cũng như các sinh viên yêu mến.

## Học vấn
Ông học ở Đại học Yale, là hội viên của Hội Skull and Bones ở Đại học Yale và tốt nghiệp năm 1840.

## Sự nghiệp giáo dục

### Hải quân Hoa Kỳ
Năm 1841 ông được bổ nhiệm làm giáo sư toán học ở Hải quân Hoa Kỳ, và đã có lúc phục vụ trên tàu Mississippi. Một năm sau ông được bổ nhiệm làm giáo sư toán học ở Trường Hàng Hải tại Philadelphia, Pennsylvania. Ông là người có công lớn trong việc thành lập Học viện Hải quân Hoa Kỳ ở Annapolis, Maryland.
Trong thời gian phục vụ ở Học viện Hải quân, ông đã được Đại học Yale 2 lần mời làm giáo sư: năm 1855, mời làm giáo sư Toán học và năm 1859 mời làm giáo sư thiên văn học và triết học tự nhiên, nhưng ông đều từ chối.

### Đại học Washington
Năm 1859, ông làm giáo sư toán học ở Đại học Washington tại St. Louis, Missouri. Tại đây, ông đã nhanh chóng đạt được danh vọng và sự quý mến của các đồng nghiệp.
Một tấm biển hiến tặng ông, sau này đã được khắc vào mặt tiền của thư viện Ridgley ở Đại học Washington.
Năm 1862, ông được bầu làm Hiệu trưởng danh dự Đại học này, mặc dù có nhiều sự chống đối của các ủy viên Ban quản trị, phần lớn vì lời xúi giục của kẻ thù cũ của ông - một bạn hội viên hội Skull and Bones và Hiệu trưởng danh dự thời đó Joseph Gibson Hoyt.

## Vinh dự
Giải Chauvenet của Hiệp hội Toán học Hoa Kỳ được đặt theo tên ông. Giải này được trao hàng năm cho một bài viết xuất sắc về đề tài toán học. Phòng Chauvenet ở Học viện Hải quân Hoa Kỳ được đặt theo tên ông.